# Djiboutis fodboldlandshold
Djiboutis fodboldlandshold repræsenterer Djibouti i fodboldturneringer og kontrolleres af Djiboutis fodboldforbund.